# Diemidowka (obwód smoleński)
Diemidowka (ros. Демидовка) – wieś (ros. деревня, trb. dieriewnia) w zachodniej Rosji, w osiedlu wiejskim Michnowskoje rejonu smoleńskiego w obwodzie smoleńskim.

## Geografia
Miejscowość położona jest nad Łubnią, przy drodze federalnej R120 (Orzeł – Briańsk – Smoleńsk – Witebsk), 11 km od drogi magistralnej M1 «Białoruś», 7 km od centrum administracyjnego osiedla wiejskiego (Michnowka), 13 km od Smoleńska, 3 km od najbliższej stacji kolejowej (Gniezdowo).
W granicach miejscowości znajdują się ulice: Centralnaja, Kasztanowaja, Kasztanowyj pierieułok, Kiedrowaja, Kiedrowyj pierieułok, Klenowaja, Klenowyj pierieułok, Krasnyj Ruczej, Majskij pierieułok, Polewoj pierieułok, Promyszlennyj pierieułok, Sołniecznyj pierieułok, Sosnowyj pierieułok, Zielonaja, pierieułok Zielonyj Ruczej.

## Demografia
W 2010 r. miejscowość zamieszkiwały 104 osoby.

## Osobliwości
- Grodziszcze (V–VII w. n.e.), 0,5 km na południe od dieriewni na brzegu Rusanowki[5].